# New Jersey
 For alternative betydninger, se New Jersey (album).
New Jersey er en delstat i USA. Delstaten grænser op til delstaterne New York mod nord og nordøst, Delaware mod syd og Pennsylvania mod vest. Atlanterhavet ligger mod øst. Delstaten har omkring 9.288.994(2020) indbyggere
Statens hovedstad er Trenton, mens Newark er den største by. Staten er opkaldt efter den britiske kanalø Jersey, og New Jersey blev optaget som USA's tredje stat den 18. december 1787. New Jersey valgte den 4. november 2009 republikaneren Chris Christie som guvernør og han blev efterfulgt af demokraten Phil Murphy den 16. januar 2018.

## Historie
New Jersey var oprindeligt beboet af oprindelige amerikanere med stammen lenni-lenape som den dominerende, da europæerne ankom. Lenape-folket dyrkede mindre landbrug (primært majs) for at støtte deres mobile jæger/fanger-samfund i området omkring floden Delaware, den nedre Hudson River og det vestlige Long Island Sound. Lenape-samfundet var inddelt i matriliniære klaner, der var baseret på fælles kvindelige aner. Klanerne var opdelt i tre adskilte grupper, som identificeredes ved deres dyresymbol: skildpadde, kalkun og ulv. De mødte hollænderne første gang tidligt i 1600-tallet, og deres primære relation til europæerne bestod af pelshandel.

### Koloniperioden
Hollænderne gjorde krav på meget af New Jersey, og den hollandske koloni Ny Holland bestod af dele af det nutidige New York (Ny Amsterdam) og New Jersey. Selv om det europæiske princip med at eje land ikke blev anerkendt af lenape-stammen købte hollænderne alt jord, de bosatte, og det det første køb var Peter Minuits køb af Manhattan.
Hele regionen blev et territorium under England i 1664, da en engelsk flåde under ledelse af Richard Nicolls sejlede ind i, hvad der i dag er New Yorks havn og overtog kolonien efter at have mødt lille modstand.
Bosættelserne under de første 10 år med britisk styre fandt sted i Hudson River-området og kom primært fra New England. I 1673 blev havdelen af kolonien solgt til kvækere, som bosatte sig i Delaware-dalen. I perioden mellem 1674 og 1702 blev New Jersey styret som to adskilte provinser.

### Uafhængighedskrigen
New Jersey var en af de 13 oprindelige kolonier, der gjorde oprør mod det britiske styre under den amerikanske uafhængighedskrig. New Jerseys grundlov fra 1776 blev vedtaget den 2. juli, blot 2 dage før at den anden kontinentalkongres udråbte selvstændighed fra Storbritannien.
Under uafhængighedskrigen krydsede britiske og amerikanske hære New Jersey adskillige gange, og en række centrale kampe fandt sted i delstaten.
I sommeren 1783 mødtes den kontinentale kongres på Princeton University og Princeton blev herefter USA's hovedstad i fire måneder. Det var her, den kontinentale kongres erfarede, at Parisaftalen, som afsluttede krigen, var blevet underskrevet.
New Jersey blev i 1787 den tredje delstat, der ratificerede USA's forfatning.

### 19. århundrede
I 1804 blev New Jersey den sidste nordlige delstat, der afskaffede slaveri og gennemførte lovgivning, der langsomt udfasede eksisterende slaveri. I modsætning til uafhængighedskrigen fandt der ikke nogen kampe sted i New Jersey under den amerikanske borgerkrig, men i alt 80.000 meldte sig under nordstatshærens faner for at nedkæmpe sydstaterne.
Under den industrielle revolution voksede og blomstrede byer som Paterson. Indtil da havde økonomien overvejende været baseret på landbrug og var sårbar over for fejlslagne høstudbytter og dårlige jorder. Dette medførte et skifte mod en mere industrialiseret økonomi baseret på fremstilling af bl.a. tekstiler og silke. Opfinderen Thomas Edison blev også en vigtig person under den industrielle revolution og fik godkendt 1.093 patenter, af hvilke mange vedrørte opfindelser, som han havde gjort, mens han arbejdede i New Jersey. Transporten blev stærkt forbedret, da lokomotiver og dampskibe blev introduceret i delstaten. Jernminedrift var også en udbredt industri fra midten til slutningen af 1800-tallet.

### 20. århundrede
New Jersey blev en velstående delstat i 1920'erne men blev hårdt ramt under Depressionen. Under begge verdenskrige var New Jersey et centrum for produktion af krigsmateriel, især krigsskibe.

## Politik
Den nuværende grundlov i New Jersey stammer fra 1947 og sætter rammerne for et to-kammersystem, som består af et senat med 40 medlemmer og et underhus, General Assembly, med 80 medlemmer. Hver af 40 distrikter vælger en senator og to medlemmer af underhuset. Underhusmedlemmerne vælges for en toårig periode i ulige år, og senatorerne er på valg i år, der ender på 1, 3 og 7 og sidder derfor i enten to eller fire år ad gangen.
New Jersey afholder guvernørvalg hvert fjerde år i året efter præsidentvalget.
New Jersey var en politisk kampplads ved tidligere føderale valg, men siden 1980'erne har Demokraterne domineret. Ved delstatsvalg er der stadig kamp om pladserne, og parlamentet var ligeligt fordelt mellem Demokraterne og republikanerne mellem 1999 og 2001. P.t. har demokraterne guvernørposten, og har flertal i begge kamre i delstatsparlamentet (22-18 i senatet og 49-31 i underhuset). Delstatens to senatorer i USA's senat er også demokrater, mens 7 ud af 13 medlemmer af Repræsentanternes Hus er demokrater.
Ingen republikaner har vundet et flertal af stemmerne ved samlede valg i delstaten siden 1985 med undtagelse af George H.W. Bush ved præsidentvalget i 1988.
Demokraterne klarer sig generelt godt i de mere befolkede amter, men republikanerne står stærkest i forstadsområderne mod nordvest og sydøst.

## Geografi
New Jersey grænser mod nord og nordøst til New York, mod øst til Atlanterhavet, mod syd og sydøst til Delaware og mod vest til Pennsylvania på den anden side af floden Delaware.
New Jersey består af fem regioner: Gateway Region i det nordøstlige af delstaten ligger i New Yorks storbyområde, og nogle indbyggere pendler herfra til byen for at arbejde. Skylands i den nordvestlige del er sammenlignet med regionen i nordøst mere skovklædt, landlig og bjergrig. Shore ligger langs Atlanterhavet mod sydøst, og regionen i sydvest er en del af Philidelphias storbyområde. Den femte region, Pine Barrens, i den inderste sydlige del af delstaten, er mestendels dækket af ege- og fyrreskov, og har en lavere befolkningstæthed end resten af staten.
High Point i Sussex County er det højeste punkt i New Jersey (550 m.o.h.).
Sandy Hook langs den østlige kyst er en populær strand.

### Klima
New Jersey har et fugtigt subtropisk klima i det meste af delstaten, mens et fugtigt fastlandsklima er fremherskende mod nordvest. New Jerseys klima påvirkes i høj grad af Atlanterhavet.
Somrene er meget varme og fugtige med gennemsnitlige maksimumtemperaturer på 26-30 °C og minimumtemperaturer på 15-21 °C. Temperaturer over 32 °C indtræffer gennemsnitligt 18-25 dage hver sommer. Vintrene er ofte kolde, men mildere i de sydligere områder. Forår og efterår er uberegnelige og varierer fra kølige til varme temperaturer.
Den årlige nedbør i delstaten er ca. 1.100 mm med 6-9 nedbørsdage om måneden og omkring 38-78 cm sne hver vinter. Det nordlige New Jersey får mere sne end syden, og snefaldet indtræffer fra midten af november til marts.

### Amter
New Jersey er opdelt i 21 amter, af hvilke 13 stammer fra kolonitiden. New Jersey blev i 1692 helt opdelt i amter, og de nuværende amter blev dannet ved at opdele de eksisterende amter. Det nyeste amt er Union County fra 1857.

### Større byer
På trods af indbyggertallet og befolkningstætheden har New Jersey ikke mange større byer. I 2000 havde kun 4 byområder et indbyggertal over 100.000:
- Newark: 273.546
- Jersey City: 240.055
- Paterson: 149.222
- Elizabeth: 120.568
- Edison 97.687
- Woodbridge Township: 97.203

## Økonomi
New Jerseys bruttodelstatsprodukt blev i 2006 anslået til at være 434 mia. USD. Den gennemsnitlige indkomst per indbygger var 41.636 USD i 2004, den andenhøjeste i USA og 26% højere end det nationale gennemsnit på 33.041 USD. Median-indtægten per husholdning på 55.146 USD er den højeste i USA. Ni af New Jerseys amter ligger blandt de 100 rigeste amter i USA.

### Industri
New Jerseys økonomi er centreret omkring den farmaceutiske industri, kemisk udvikling, telekommunikation, forarbejdning af fødevarer, elektronisk udstyr, trykning og udgivelse samt turisme. New Jerseys landbrugsprodukter omfatter haveplanter, heste, grønsager, frugter og nødder, fiskeri og mælkeprodukter.
New Jersey har en stærk videnskabsøkonomi. New Jersey er hjemsted for større farmaceutiske virksomheder som Johnson & Johnson, Sanofi-Aventis, Novartis, Pfizer, Merck, Wyeth, Hoffmann-La Roche, Bristol Myers Squibb og Schering-Plough. New Jersey huser også større telekommunikationsvirksomheder som Verizon Wireless, Avaya, Alcatel-Lucent og AT&T Communications.
New Jersey huser adskillige virksomheders hovedkvarterer, inklusiv 24 virksomheder fra Fortune 500.
New Jersey kendetegnes ved soveby-samfund eftersom delstaten ligger lige ved New York City og Philadelphia. Derfor er der en stor service-økonomi i New Jersey, der betjener beboere, der arbejder i de to storbyer. Newark Liberty International Airport er den syvendemest travle lufthavn i USA og blandt de 20 mest travle lufthavne i verden.
Transportindustrien er stærk i New Jersey på grund af delstatens strategiske beliggenhed. Port Newark-Elizabeth Marine Terminal var verdens første containerhavn og er en af de største i dag.

### Naturresurser
New Jerseys største resurse er delstatens beliggenhed, som har gjort den til et handelscentrum. Andre handelsfordele omfatter delstatens udbyggede transportsystem, som gør, at en fjerdedel af USA's indbyggere kan nås på én nat. Ferieområder som Atlantic City gør, at New Jersey har den femtestørste indtægt blandt USA's delstater fra turisme.
Selv efter 3 århundreder med udvikling er næsten halvdelen af New Jersey stadig skovklædt. Det mest udbredte træ mod nord er eg, og mod syd er det fyr.
New Jerseys mineralresurser er ikke store. Delstaten smelter og raffinerer dog mineraler fra andre delstater. Nogen minedrift finder dog stadig sted omkring Franklin Furnace, som i længere tid var et centrum for zink-produktion.

## Demografi

### Befolkning
Ifølge United States Census Bureau var der 1. juli 2006 et anslået befolkningstal i New Jersey på 8.724.560,  hvilket var en stigning på 3,7% siden 2000. 1,6 mio. indbyggere er født i udlandet (19,2% af den samlede befolkning).
I 2006 havde New Jersey den elvtestørste befolkning blandt USA's delstater, og var den tættestbefolkede delstat med 453 indbyggere per km², selv om tætheden varierer. Delstaten er også den andenrigeste i USA.

### Ophavsgrupper
New Jersey er en af de mest multikulturelle delstater i USA, og har procentvis den andenhøjeste jødiske befolkning i USA efter New York , procentvis den andenhøjeste andel af muslimer efter Michigan, procentvis den tredjehøjeste andel asiater og italiensk-amerikanere i USA.
De fem største ophavsgrupper er italiensk-amerikanere (17,9 %), irsk-amerikanere (15,9 %), afroamerikanere (13,6 %), tysk-amerikanere (12,6 %) og polsk-amerikanere (6,9 %).
Newark og Camden er to af de mest fattige byer i USA, men New Jersey har som helhed den andenhøjeste median-indkomst blandt USA's delstater. Dette skyldes primært, at så meget af New Jersey består af forstæder, de fleste velstående, til New York City og Philadelphia. New Jersey er også den tættestbefolkede delstat i USA, og er den eneste delstat i hvilken alle amterne er klassificeret som urbane.